# گابریلا پاروتزی
گابریلا پاروتزی (ایتالیایی: Gabriella Paruzzi؛ زادهٔ ۲۱ ژوئن ۱۹۶۹) اسکی‌باز صحرانوردی اهل ایتالیا بود.